# Treffen in Travers
Treffen in Travers ist ein deutscher Spielfilm aus dem DEFA-Studio für Spielfilme von Michael Gwisdek aus dem Jahr 1989 nach der gleichnamigen Erzählung von Fritz Hofmann.

## Handlung
Im Herbst 1793 trifft sich der in Paris lebende Revolutionär Georg Forster in dem kleinen Schweizer Ort Travers mit seiner Frau Therese, um die Scheidung zu besprechen. Vorbereitet wird dieses Treffen von dem Schweizer Staatsrat Rougemont, der den Ort ausgesucht hat, da hier die Preußen noch keine Befugnisse haben. In Preußen wird Forster wegen seiner revolutionären Aktivitäten polizeilich gesucht und seine Frau, die in der Schweiz beim Staatsrat Rougemont im Exil lebt, darf auch nicht dort einreisen, solange sie mit Forster verheiratet ist. Therese kommt mit den beiden gemeinsamen Töchtern und ihrem neuen Lebensgefährten, dem sächsischen Dichter Ferdinand Huber, da sie hofft, durch die Scheidung wieder in ihre Heimat reisen zu können.
Physisch und psychisch von den revolutionären Kämpfen in Frankreich geschwächt, sieht Forster so schlecht aus, dass ihn seine Tochter Klärchen nicht erkennt und selbst Therese über sein Äußeres sehr bestürzt ist. Forster plagt ein starker Husten. Den ersten Abend in dem abgelegenen Hotel nutzen alle, um miteinander zu reden. Therese möchte nach Deutschland zurück. Dabei kommt auch, nachdem die Kinder und das Kindermädchen sich zur Nachtruhe verabschiedet haben, das Verhältnis zwischen Therese und Ferdinand zur Sprache, den Georg einst selbst in sein Haus geholt hat. Obwohl Georg die Beziehung offiziell akzeptiert, gibt er immer wieder seine Liebe zu Therese zu erkennen.
Am nächsten Morgen sitzt Georg frisch rasiert und gekämmt am Frühstückstisch, als seine Frau dazu kommt. Sie bittet ihn, keinen Krieg gegen Ferdinand zu führen. Sie ist nur da, um geschieden zu werden, denn sie braucht klare Verhältnisse. Ihr Mann macht ihr jedoch den Vorschlag, dass sie zusammenbleiben können, mit Huber als Dritten im Bunde, es wäre doch die Möglichkeit einer neuen Form des Zusammenlebens. Der Abend endet dann wieder in einer grenzenlosen Trinkerei.
Entgegen seinen sonstigen Gewohnheiten ist Ferdinand am folgenden Tag auch zeitig aufgestanden und tobt gemeinsam mit Georg und den beiden Kindern im Freien. Anschließend gehen die beiden Männer auf einen Spaziergang durch die Schweizer Berge. Hier wird Forster von Huber vorgeworfen, dass er es darauf angelegt hat, dass Therese untreu wird, um das Scheitern der Ehe zu rechtfertigen, dem Forster aber widerspricht. Er besteht darauf, auf Therese nicht verzichten zu wollen, wozu ihm aber Huber das Recht abspricht. Am Nachmittag fahren Therese und Georg zum Bürgermeister, um dort ihre Ehe auflösen zu lassen. Der kann diesem Wunsch aber nicht ohne Weiteres nachkommen und verlangt eine urkundliche Begründung auf Annullierung der Ehe, die aber nicht vorliegt. So müssen beide wieder unverrichteter Dinge zurückfahren, was dazu führt, dass Therese fast zusammenbricht und Georg eine leichte Freude nicht verheimlichen kann. Nach ihrer Rückkehr im Hotel antwortet Forster auf Hubers Frage, ob alles in Ordnung sei, dass er es denkt.
Bei einem Spaziergang durch die Berge streiten sich die beiden Männer wieder um ihr Verhältnis zu Therese, wobei wiederum ihre verschiedenen Standpunkte zu Tage treten. Der Nebel wird immer dichter und sie verlieren sich aus den Augen, bis Forster seinen Nebenbuhler an einem Felsabhang findet, an dem der sich nur noch mit den Fingerspitzen festhalten kann. Trotz der Rivalität rettet er ihm das Leben. 
Georg fährt wieder zurück nach Paris und obwohl Therese ihn immer noch liebt, folgt sie ihm nicht, denn sie weiß, dass er sein Privatleben stets der Arbeit für die Revolution opfern wird. Sie weiß aber auch, dass Huber sie braucht.
Zwei Monate später stirbt Georg Forster im Alter von 39 Jahren in Paris. Therese lebt 10 Jahre gemeinsam mit Ferdinand Huber, den sie heiratete, bis zu seinem Tod, in Deutschland. Weitere 25 Jahre später stirbt Therese Huber als eine bekannte Schriftstellerin.

## Produktion und Veröffentlichung
Treffen in Travers wurde als Beitrag zum 200. Jahrestag der Französischen Revolution sowie zum Gedenken an den deutschen Jakobiner Georg Forster von der Künstlerischen Arbeitsgruppe „Babelsberg“ auf ORWO-Color gedreht und hatte seine Uraufführung am 27. April 1989 im Berliner Kino International.
Für das Szenarium war Thomas Knauf verantwortlich und die Dramaturgie lag in den Händen von Christoph Prochnow.

## Kritik
In der Kritik der Neuen Zeit legte sich Helmut Ullrich fest:

„Ein Schauspieler hat zum erstenmal Filmregie geführt, und er hat es mit einer enormen Sicherheit getan. Alles stimmt bei dem Regiedebüt, das Michael Gwisdek mit dem DEFA-Film ‚Treffen in Travers‘ gegeben hat – die Dramaturgie, die Bildgestaltung, die Montage, die Schauspielerführung und das Zusammenfügen dieser Elemente zu Rhythmus und Expression, zu einem in seinen Bann ziehenden Filmkunstwerk.“

In der Berliner Zeitung bemerkte Günter Sobe:

„Ein Gegenwartsfilm im Gewand von vor zweihundert Jahren. Alle angerissenen Probleme sind auch unsere Probleme. Alle erwogenen Gedanken gelten heute, wie sie damals gegolten haben mögen.“

Das Lexikon des internationalen Films schreibt, dass das kammerspielhafte Regiedebüt des Schauspielers Michael Gwisdek vor allem eindrucksvoll in seinen darstellerischen Leistungen und der atmosphärischen Dichte ist.

## Auszeichnungen
- 1989: Staatliches Prädikat: Besonders wertvoll[4]
- 1989: Teilnahme in der Reihe Un Certain Regard bei den Internationalen Filmfestspielen in Cannes
- 1990: Sektion Theorie und Kritik des Verbandes der Film- und Fernsehschaffenden der DDR: Kritikerpreis Die große Klappe für den besten Film 1989
- 1990: 6. Spielfilmfestival der DDR in Berlin: Hauptpreis
- 1990: 6. Spielfilmfestival der DDR in Berlin: Preis für weibliche Hauptrolle (Corinna Harfouch)
- 1990: 6. Spielfilmfestival der DDR in Berlin: Preis für männliche Hauptrolle (Hermann Beyer)